# 안드레이 콜레스니코프

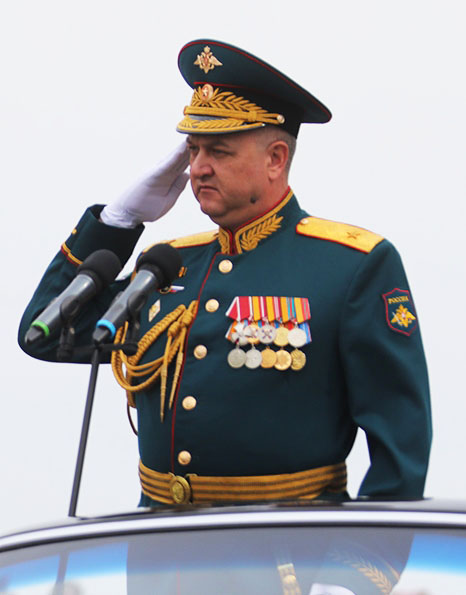

안드레이 콜레스니코프(본명: 안드레이 보리소비치 콜레스니코프, 러시아어: Андрей Борисович Колесников, 1977년 2월 6일 ~ )는 러시아의 소장 (군사)(별 1개 계급)으로, 우크라이나에 따르면 러시아의 우크라이나 침공 당시 사망했다. 러시아 연방은 콜레스니코프의 사망을 확인하지 않았다. 2023년 3월 14일, 콜레스니코프는 러시아 TV에서 블라디미르 솔로비예프와의 인터뷰에 출연했다.